# أغار مغذي

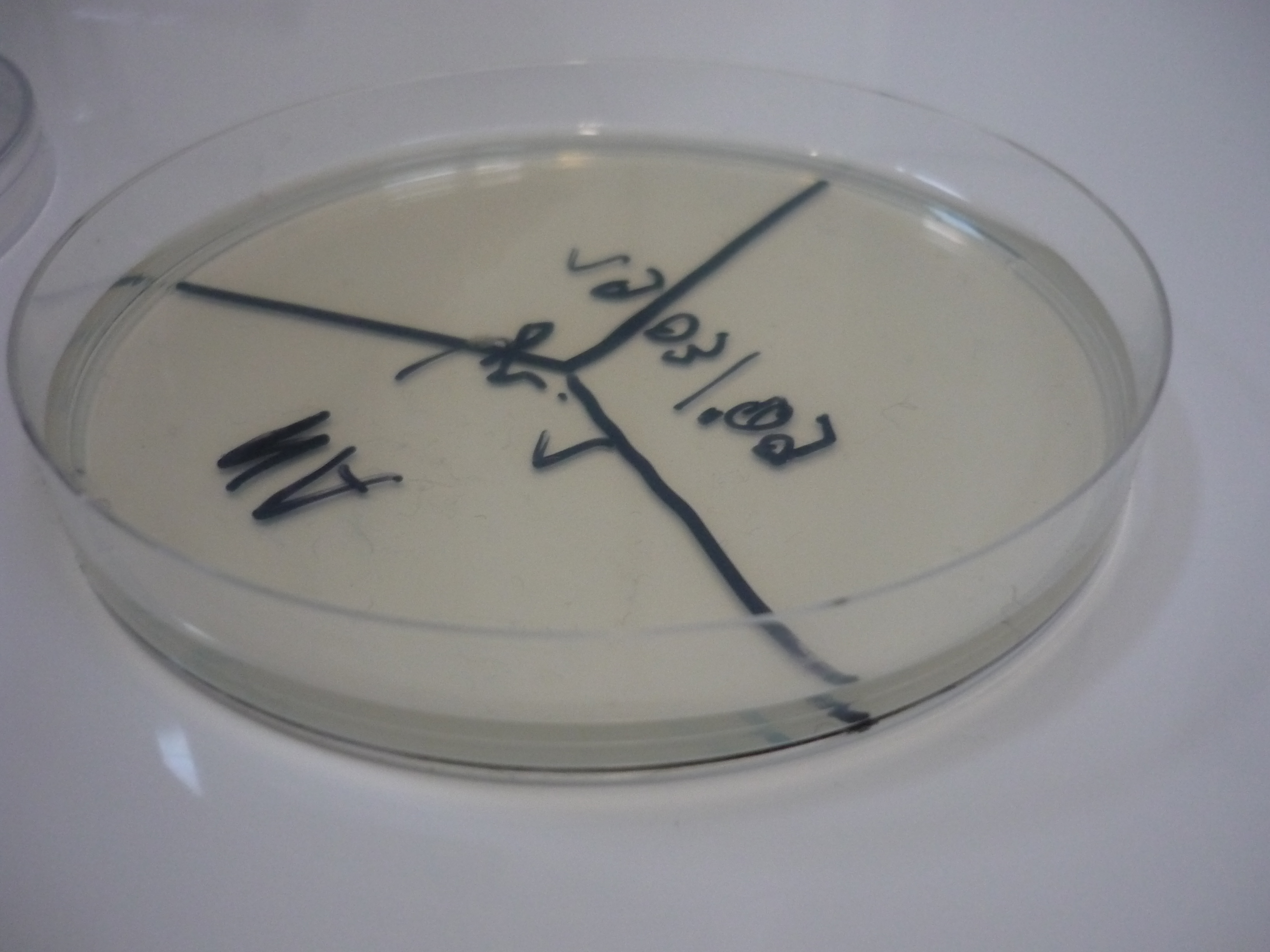
اجار مغذي

الاغار المغذي هو عبارة عن وسط نمو للاحياء الدقيقة ويستخدم بشكل كبير لزراعة البكتيريا التي لا تتطلب ظروف خاصة للنمو. تبقى على حالتها الصلبة حتى في حالات الحرارة العالية.وأيضاً البكتيريا تنمو على سطح الاغار وتظهر على شكل مستعمرات صغيرة. في السائل المغذي، البكتيريا تنمو في سائل وتشاهد على شكل عكاره.

## المحتويات
الاغار المغذي يحتوي على:
- بيبتون 0.5%
- مستخرج الخميرة أو مستخرج البقر 0.3%
- 1.5 % أغار
- كلورايد الصوديوم 0.5%
- الاس الهيدروجيني 6.8  ويكون في 25c

السائل المغذي يحتوي على نفس المحتويات ما عدا الاغار.